# Front Środkowy (1939)
Front Środkowy – związek operacyjny Wojska Polskiego improwizowany w czasie kampanii wrześniowej 1939 roku.
Front Środkowy, nazywany też Armią „Lublin”. Utworzony 11 września 1939. Skład: Armia Lublin, ponadto wszystkie oddziały, które walczyły nad Wisłą między Warszawą a Sandomierzem, oraz oddziały Armii „Prusy”, znajdujące się na przedpolu Wisły, oraz te które przejdą Wisłę na odcinku Armii Lublin. Dowódcą armii był generał dywizji Tadeusz Piskor, a szefem sztabu, pułkownik dyplomowany Jerzy Aleksander Zawisza.
Zadaniem Frontu było: bronić Wisły od Pilicy do Sandomierza, organizując obronę (w miarę odwrotu Frontu Północnego wzdłuż Wieprza na Kock, utrzymać kontakt z armiami na zachodnim brzegu Wisły, ułatwić im przeprawę. Po przeprawieniu się wojsk generała Tadeusza Kutrzeby odchodzić na Tomaszów Lubelski. Po przejściowej obronie Wisły Front Środkowy przekazał część sił Frontowi Północnemu i 14 września, zgodnie z rozkazem Naczelnego Wodza rozpoczął odwrót do południowo-wschodniej Polski. 
17 września Sowieci uderzyli na Polskę. Polacy nie byli kompletnie przygotowani na walkę na dwóch frontach, toteż w każdej bitwie ponosili coraz większe klęski. W dniu 18 września część sił Armii „Lublin” wraz z Armią „Kraków” pod dowództwem generała Tadeusza Piskora podjęły walkę z przeważającymi siłami niemieckimi i radzieckimi pod Tomaszowem Lubelskim.
W lasach na południe od Janowa Lubelskiego Armia „Lublin” połączyła się z Armią „Kraków” i wspólnie stoczyły bitwę w rej. Tomaszowa Lubelskiego z 14 Armią niemiecką, nacierającą z kierunku południowo-zachodniego. Na skutek przewagi ogniowej i wykonanego manewru przez Niemców nie udało się polskim związkom operacyjnym przebić na Lwów. Po dwóch dniach walk, generał Piskor 20 września, podjął decyzję o kapitulacji.